# Valerie Brisco-Hooks
Valerie Ann Brisco-Hooks (Greenwood, 6 luglio 1960) è un'ex velocista statunitense, vincitrice di tre medaglie d'oro alle Olimpiadi di Los Angeles 1984.

## Biografia
Valerie Brisco-Hooks si avvicina all'atletica per onorare la memoria del fratello maggiore Robert, tragicamente ucciso da un proiettile vagante durante una seduta d'allenamento su una pista di atletica a Los Angeles. I primi anni nel mondo dell'atletica non sono particolarmente ricchi di risultati, se si esclude la medaglia d'oro conquistata nella staffetta 4×100 metri ai Giochi panamericani del 1979. Nel 1981 sposa il giocatore di football americano della NFL Alvin Hooks e l'anno successivo dà alla luce il loro primo figlio, Alvin jr. Dopo la maternità vive il suo momento migliore dal punto di vista sportivo.
Nel 1984 ottiene due vittorie nei 200 e nei 400 m nel corso dei trials statunitensi, validi come qualificazione per le Olimpiadi. Ai Giochi olimpici di Los Angeles partecipa e vince le tre specialità a cui prende parte: 200, 400 e staffetta 4×400 metri, stabilendo tre record olimpici nonché due record statunitensi. Nei 200 m precede in 21"81 la connazionale Florence Griffith-Joyner e la giamaicana Merlene Ottey, mentre nei 400 vince in 48"83 davanti a Chandra Cheeseborough ed alla britannica Kathy Smallwood-Cook. La prova di staffetta vede la vittoria della squadra statunitense (formata da Lillie Leatherwood, Sherri Howard, la stessa Brisco-Hooks e Chandra Cheeseborough), davanti a Canada e Germania Ovest. Con la doppietta 200-400 realizzata a Los Angeles diventa così la prima atleta (sia tra gli uomini che tra le donne) a vincere entrambe le specialità nel corso delle stesse Olimpiadi.
Negli anni seguenti non torna più sui livelli dei Giochi di Los Angeles, ma conquista comunque un bronzo ai Mondiali del 1987 a Roma ed un argento alle Olimpiadi del 1988 a Seul, in entrambe le occasioni nella prova di staffetta 4x400 m. Si ritira dall'atletica leggera nel 1991.
Il suo record di 48"83 stabilito sui 400 metri a Los Angeles è rimasto primato nazionale e continentale della distanza per ben 22 anni, fino al 16 settembre 2006 quando con il tempo di 48"70 è stato migliorato da Sanya Richards.
Valerie Brisco-Hooks ha anche partecipato ad una puntata della popolare serie televisiva I Robinson, intitolata Off to the Races, andata in onda l'8 maggio 1986 sulla NBC. Durante l'episodio la Brisco-Hooks sconfigge Cliff (interpretato da Bill Cosby) in una gara di corsa.

## Record nazionali

### Seniores
- Staffetta 4×400 metri: 3'15"51 ( Seul, 1º ottobre 1988)  (Denean Howard, Diane Dixon, Valerie Brisco-Hooks, Florence Griffith-Joyner)

## Palmarès
| Anno | Manifestazione  | Sede        | Evento      | Risultato | Prestazione | Note                        |
| ---- | --------------- | ----------- | ----------- | --------- | ----------- | --------------------------- |
| 1984 | Giochi olimpici | Los Angeles | 200 m piani | Oro       | 21"81       | Record olimpico             |
| 1984 | Giochi olimpici | Los Angeles | 400 m piani | Oro       | 48"83       | Record olimpico             |
| 1984 | Giochi olimpici | Los Angeles | 4×400 m     | Oro       | 3'18"29     | Record olimpico             |
| 1987 | Mondiali        | Roma        | 4×400 m     | Bronzo    | 3'21"04     |                             |
| 1988 | Giochi olimpici | Seul        | 400 m piani | 4ª        | 50"16       |                             |
| 1988 | Giochi olimpici | Seul        | 4×400 m     | Argento   | 3'15"51     | Record nord-centroamericano |